# Élections cantonales de 1945 en Ille-et-Vilaine
Les élections cantonales françaises de 1945 ont eu lieu les 23 septembre 1945 et 30 septembre 1945.

## Contexte départemental

### Assemblée départementale sortante
| Parti                                          | Sigle    | Élus |
| ---------------------------------------------- | -------- | ---- |
| Droite (23 sièges)                             |          |      |
| Fédération républicaine                        | URD      | 10   |
| Conservateur                                   | Conserv. | 10   |
| Parti démocrate populaire                      | PDP      | 2    |
| Parti social français                          | PSF      | 1    |
| Gauche (20 sièges)                             |          |      |
| Républicain de Gauche                          | Rép.G    | 9    |
| Radical-socialiste                             | Rad-Soc  | 6    |
| Radical indépendant                            | Rad.ind  | 4    |
| Section française de l'Internationale ouvrière | SFIO     | 1    |
| Président du conseil général                   |          |      |
| Marcel Rupied (Conservateur)                   |          |      |

## Résultats à l'échelle du département

### Résultats en nombre de sièges
| Parti | Sièges mis en jeu | Élus | Évolution |
| ----- | ----------------- | ---- | --------- |
| CNIP  | 11                | 11   | +1        |
| MRP   | 3                 | 5    | +1        |
| RI    | 3                 | 5    | +1        |
| RPF   | 2                 | 2    | =         |
| PR    | 1                 | 1    | =         |
| SFIO  | 1                 | 0    | -1        |
| UP    | 1                 | 0    | -1        |

### Assemblée départementale à l'issue des élections
| Parti                                          | Sigle    | Élus    |
| ---------------------------------------------- | -------- | ------- |
| Gauche (12 sièges)                             |          |         |
| Radical-socialiste                             | Rad-Soc  | 9 ↑ 3   |
| Section française de l'Internationale ouvrière | SFIO     | 3 ↑ 2   |
| Centre (15 sièges)                             |          |         |
| Mouvement républicain populaire                | MRP      | 13 ↑ 11 |
| Radical indépendant                            | Rad.ind  | 2 ↓ 2   |
| Droite (21 sièges)                             |          |         |
| Fédération républicaine                        | URD      | 13 ↑ 3  |
| Conservateur                                   | Conserv. | 5 ↓ 5   |
| Républicain de Gauche                          | Rép.G    | 3 ↓ 6   |
| Président du conseil général                   |          |         |
| Marcel Ménager (MRP)                           |          |         |

## Arrondissement de Rennes

### Canton de Rennes-Nord-Est
|          | Paul Robert *   | Conservateur | 9 025  | 61.86 |  |  |
|          | Alexis Le Strat | SFIO         | 3 090  | 21.16 |  |  |
|          | Mr Le Mouël     | PCF          | 2 476  | 16.95 |  |  |
|          |                 |              |        |       |  |  |
| Inscrits | Inscrits        | Inscrits     | 21 951 |       |  |  |
| Votants  | Votants         | Votants      | 14 846 | 67.63 |  |  |
| Exprimés | Exprimés        | Exprimés     | 14 605 | 98.38 |  |  |

*sortant

### Canton de Rennes-Nord-Ouest
Étienne Pinault (PDP-URD) élu depuis 1919 est mort en 1942.
| Candidats | Candidats              | Étiquette | Premier tour | Premier tour | Ballotage | Ballotage |
| Candidats | Candidats              | Étiquette | Voix         | %            | Voix      | %         |
| --------- | ---------------------- | --------- | ------------ | ------------ | --------- | --------- |
|           | Louis Le Gall-La Salle | MRP       | 6 905        | 49.17        | 7 688     | 51.68     |
|           | Albert Aubry           | SFIO      | 3 955        | 28.17        | 7 184     | 48.30     |
|           | Jean Macé              | PCF       | 2 497        | 17.78        |           |           |
|           | Prudent Porée (fils)   | Rad-soc   | 688          | 4.90         |           |           |
|           |                        |           |              |              |           |           |
| Inscrits  | Inscrits               | Inscrits  | 20 589       |              | 20 627    |           |
| Votants   | Votants                | Votants   | 14 284       | 69.38        | ~15 000   | 72.72     |
| Exprimés  | Exprimés               | Exprimés  | 14 042       | 98.31        | 14 876    | 99.17     |

*sortant

### Canton de Rennes-Sud-Est
Eugène Delahaye n'est pas candidat au deuxième tour.
| Candidats | Candidats        | Étiquette    | Premier tour | Premier tour | Ballotage | Ballotage |
| Candidats | Candidats        | Étiquette    | Voix         | %            | Voix      | %         |
| --------- | ---------------- | ------------ | ------------ | ------------ | --------- | --------- |
|           | Eugène Quessot * | SFIO         | 7 324        | 45.36        | 11 974    | 95.18     |
|           | Simone Guerlevas | PCF          | 4 632        | 28.69        |           |           |
|           | Eugène Delahaye  | Conservateur | 3 313        | 20.52        | 593       | 4.24      |
|           |                  |              |              |              |           |           |
| Inscrits  | Inscrits         | Inscrits     | 24 711       |              | 24 752    |           |
| Votants   | Votants          | Votants      | 16 676       | 67.48        | 14 605    | 59.01     |
| Exprimés  | Exprimés         | Exprimés     | 16 148       | 96.83        | 12 580    | 86.14     |

*sortant

### Canton de Rennes-Sud-Ouest
Jean-Marie Maugère (Rép.G) élu depuis 1885 est mort entre 1940 et 1945.
| Candidats | Candidats           | Étiquette | Premier tour | Premier tour | Ballotage | Ballotage |
| Candidats | Candidats           | Étiquette | Voix         | %            | Voix      | %         |
| --------- | ------------------- | --------- | ------------ | ------------ | --------- | --------- |
|           | Georges Graff       | MRP       | 4 769        | 45.56        | 6 114     | 56.52     |
|           | Jean-Roger Pérennez | PCF       | 2 849        | 27.22        | 4 692     | 43.38     |
|           | Jean Pont           | SFIO      | 1 981        | 18.92        |           |           |
|           | Mr Bourdais         | Rad-soc   | 867          | 8.28         |           |           |
|           |                     |           |              |              |           |           |
| Inscrits  | Inscrits            | Inscrits  | 15 639       |              | 15 704    |           |
| Votants   | Votants             | Votants   | 10 632       | 67.98        | 11 073    | 70.51     |
| Exprimés  | Exprimés            | Exprimés  | 10 468       | 98.46        | 10 817    | 97.69     |

*sortant

### Canton de Chateaugiron
|          | François Delalande * | URD      | 3 012 | 84.46 |  |  |
|          | René Jallet          | PCF      | 443   | 12.42 |  |  |
|          |                      |          |       |       |  |  |
| Inscrits | Inscrits             | Inscrits | 5 175 |       |  |  |
| Votants  | Votants              | Votants  | 3 776 | 72.97 |  |  |
| Exprimés | Exprimés             | Exprimés | 3 566 | 94.44 |  |  |

*sortant

### Canton de Hédé
Ernest Allix (Radical-socialiste) élu depuis 1922 est mort entre 1940 et 1945.
| Candidats | Candidats     | Étiquette   | Premier tour | Premier tour | Ballotage | Ballotage |
| Candidats | Candidats     | Étiquette   | Voix         | %            | Voix      | %         |
| --------- | ------------- | ----------- | ------------ | ------------ | --------- | --------- |
|           | Armand Chabot | Rad-soc (*) | 1 541        | 40.52        | 2 203     | 58.89     |
|           | Mr Rozé       | URD         | 953          | 25.06        | 1 534     | 41.01     |
|           | André Aribart | Ind         | 780          | 20.51        |           |           |
|           | Mr Launay     | PCF         | 130          | 3.42         |           |           |
|           |               |             |              |              |           |           |
| Inscrits  | Inscrits      | Inscrits    | 5 169        |              | 5 179     |           |
| Votants   | Votants       | Votants     | 3 884        | 75.14        | 3 782     | 73.03     |
| Exprimés  | Exprimés      | Exprimés    | 3 803        | 97.92        | 3 741     | 98.92     |

*sortant

### Canton de Janzé
|          | Jean-Marie Lacire * | URD      | 6 169  | 88.18 |  |  |
|          | Mr Guilleux         | PCF      | 822    | 11.75 |  |  |
|          |                     |          |        |       |  |  |
| Inscrits | Inscrits            | Inscrits | 10 787 |       |  |  |
| Votants  | Votants             | Votants  | 7 259  | 67.29 |  |  |
| Exprimés | Exprimés            | Exprimés | 6 996  | 96.38 |  |  |

*sortant

### Canton de Liffré
|          | Jean-Marie Pavy *   | URD      | 2 360 | 60.10 |  |  |
|          | Louis Lecoursonnais | Rad-soc  | 1 562 | 39.78 |  |  |
|          |                     |          |       |       |  |  |
| Inscrits | Inscrits            | Inscrits | 5 172 |       |  |  |
| Votants  | Votants             | Votants  | 4 006 | 77.46 |  |  |
| Exprimés | Exprimés            | Exprimés | 3 927 | 98.03 |  |  |

*sortant

### Canton de Mordelles
|          | Robert de Toulouse-Lautrec * | Conservateur | 2 169 | 83.39 |  |  |
|          | Mr Chauvel                   | PCF          | 408   | 15.69 |  |  |
|          |                              |              |       |       |  |  |
| Inscrits | Inscrits                     | Inscrits     | 3 986 |       |  |  |
| Votants  | Votants                      | Votants      | 2 837 | 71.17 |  |  |
| Exprimés | Exprimés                     | Exprimés     | 2 601 | 91.68 |  |  |

*sortant

### Canton de Saint-Aubin-d'Aubigné
|          | Amand Brionne * | Rad-soc  | 4 077 | 74.70 |  |  |
|          | Louis Tourenne  | PCF      | 1 097 | 20.10 |  |  |
|          |                 |          |       |       |  |  |
| Inscrits | Inscrits        | Inscrits | 8 283 |       |  |  |
| Votants  | Votants         | Votants  | 5 657 | 68.30 |  |  |
| Exprimés | Exprimés        | Exprimés | 5 458 | 96.48 |  |  |

*sortant

## Arrondissement de Saint-Malo

### Canton de Saint-Malo
Alphonse Gasnier-Duparc (Rad-soc) élu depuis 1913 ne se représente pas.
| Candidats | Candidats         | Étiquette   | Premier tour | Premier tour | Ballotage | Ballotage |
| Candidats | Candidats         | Étiquette   | Voix         | %            | Voix      | %         |
| --------- | ----------------- | ----------- | ------------ | ------------ | --------- | --------- |
|           | Jean Noury        | MRP         | 3 492        | 40.61        | 4 685     | 52.62     |
|           | Robert Le Foulgoc | SFIO-PCF    | 3 087        | 35.90        | 4 193     | 47.10     |
|           | Georges Legay     | Rad-soc (*) | 1 694        | 19.70        |           |           |
|           | Alexandre Collyer | Soc-ind     | 259          | 3.01         |           |           |
|           | Émile Guitton     | Ind         | 67           | 0.78         |           |           |
|           |                   |             |              |              |           |           |
| Inscrits  | Inscrits          | Inscrits    | 12 317       |              | 12 333    |           |
| Votants   | Votants           | Votants     | 8 743        | 70.98        | ~9 000    | ~73.00    |
| Exprimés  | Exprimés          | Exprimés    | 8 598        | 98.34        | 8 903     | 98.92     |

*sortant

### Canton de Cancale
Charles Guernier (Radical indépendant) élu depuis 1910 est mort en 1943.
| Candidats | Candidats         | Étiquette           | Premier tour | Premier tour | Ballotage | Ballotage |
| Candidats | Candidats         | Étiquette           | Voix         | %            | Voix      | %         |
| --------- | ----------------- | ------------------- | ------------ | ------------ | --------- | --------- |
|           | Adolphe Robin     | MRP                 | 2 890        | 49.73        | 4 207     | 96.87     |
|           | Maurice Guernier  | Radical indépendant | 1 408        | 24.23        |           |           |
|           | Francis Dupuy     | SFIO-PCF            | 1 047        | 18.02        |           |           |
|           | Ernest Le Plénier | Rép.G               | 473          | 8.14         |           |           |
|           |                   |                     |              |              |           |           |
| Inscrits  | Inscrits          | Inscrits            | 8 704        |              | 8 710     |           |
| Votants   | Votants           | Votants             | 5 950        | 68.36        |           |           |
| Exprimés  | Exprimés          | Exprimés            | 5 812        | 97.68        | 4 343     |           |

*sortant

### Canton de Chateauneuf-d'Ille-et-Vilaine
|          | François Rouvrais * | MRP (ex URD) | 2 642 | 62.74 |  |  |
|          | Marie Boison        | SFIO         | 900   | 21.37 |  |  |
|          | Charles Guihard     | PCF          | 625   | 14.84 |  |  |
|          |                     |              |       |       |  |  |
| Inscrits | Inscrits            | Inscrits     | 5 881 |       |  |  |
| Votants  | Votants             | Votants      | 4 357 | 74.09 |  |  |
| Exprimés | Exprimés            | Exprimés     | 4 211 | 96.65 |  |  |

*sortant

### Canton de Combourg
Joseph Hubert (Radical indépendant) élu depuis une partielle en 1939 est mort le 22 mai 1944.
|          | Abel Bourgeois | Rad-Soc  | 2 526 | 55.73 |  |  |
|          | Auguste Ménage | PCF      | 1 780 | 39.27 |  |  |
|          | Mr Denis       | Ind      | 114   | 2.52  |  |  |
|          |                |          |       |       |  |  |
| Inscrits | Inscrits       | Inscrits | 7 946 |       |  |  |
| Votants  | Votants        | Votants  | 5 056 | 63.63 |  |  |
| Exprimés | Exprimés       | Exprimés | 4 533 | 89.66 |  |  |

*sortant

### Canton de Dinard
Guy La Chambre (Rad-Soc) élu depuis 1931 ne se représente pas.
| Candidats | Candidats          | Étiquette | Premier tour | Premier tour | Ballotage | Ballotage |
| Candidats | Candidats          | Étiquette | Voix         | %            | Voix      | %         |
| --------- | ------------------ | --------- | ------------ | ------------ | --------- | --------- |
|           | Louis Lebideau     | PCF-SFIO  | 2 793        | 36.19        | 3 903     | 47.45     |
|           | Louis Léouffre     | MRP       | 2 720        | 35.24        | 4 322     | 52.55     |
|           | Aristide Le Dantec | Rad.ind   | 1 129        | 14.63        |           |           |
|           | Michel Brault      | Soc-ind   | 1 075        | 13.93        |           |           |
|           |                    |           |              |              |           |           |
| Inscrits  | Inscrits           | Inscrits  | 10 726       |              | ?         |           |
| Votants   | Votants            | Votants   | 7 808        | 72.80        | ?         | ?         |
| Exprimés  | Exprimés           | Exprimés  | 7 718        | 98.85        | ?         | ?         |

*sortant

### Canton de Dol-de-Bretagne
Charles Stourm (URD) élu depuis 1920 est mort en février 1940.
| Candidats | Candidats      | Étiquette | Premier tour | Premier tour | Ballotage | Ballotage |
| Candidats | Candidats      | Étiquette | Voix         | %            | Voix      | %         |
| --------- | -------------- | --------- | ------------ | ------------ | --------- | --------- |
|           | Yves Estève    | Rad.ind   | 2 640        | 46.93        | 3 117     | 54.68     |
|           | Édouard Lejan  | FN-PCF    | 1 793        | 31.87        | 2 584     | 45.32     |
|           | Théophile Blin | Rad-Soc   | 1 187        | 21.10        |           |           |
|           |                |           |              |              |           |           |
| Inscrits  | Inscrits       | Inscrits  | 8 267        |              | ?         |           |
| Votants   | Votants        | Votants   | 5 713        | 69.11        | ?         | ?         |
| Exprimés  | Exprimés       | Exprimés  | 5 626        | 98.48        | ?         | ?         |

*sortant

### Canton de Pleine-Fougères
Francis Éon (Rad.ind) élu depuis 1934 ne se représente pas.
| Candidats | Candidats         | Étiquette | Premier tour | Premier tour | Ballotage | Ballotage |
| Candidats | Candidats         | Étiquette | Voix         | %            | Voix      | %         |
| --------- | ----------------- | --------- | ------------ | ------------ | --------- | --------- |
|           | Jules Bernard     | Soc-ind   | 2 145        | 49.15        | 2 702     | 55.70     |
|           | André Diethelm    | Paysan    | 1 193        | 27.34        |           |           |
|           | Louis Pétri       | PCF       | 694          | 15.90        |           |           |
|           | Bernard Costantin | URD       | -            | -            | 2 149     | 44.30     |
|           |                   |           |              |              |           |           |
| Inscrits  | Inscrits          | Inscrits  | 6 667        |              | ?         |           |
| Votants   | Votants           | Votants   | 4 515        | 67.72        |           | ?         |
| Exprimés  | Exprimés          | Exprimés  | 4 364        | 96.66        | ?         | ?         |

*sortant

### Canton de Saint-Servan
| Candidats | Candidats            | Étiquette | Premier tour | Premier tour | Ballotage | Ballotage |
| Candidats | Candidats            | Étiquette | Voix         | %            | Voix      | %         |
| --------- | -------------------- | --------- | ------------ | ------------ | --------- | --------- |
|           | Eugène Chartier      | MRP       | 2 984        | 43.99        | 3 488     | 54.89     |
|           | Guy La Chambre       | Rad-Soc   | 1 561        | 23.01        |           |           |
|           | Émile Le Gall        | PCF       | 1 458        | 21.49        |           |           |
|           | Michel Charpentier * | Rad.ind   | 812          | 11.97        |           |           |
|           | Mr Lacoste           | Rad.ind   | -            | -            | 2 828     | 44.50     |
|           |                      |           |              |              |           |           |
| Inscrits  | Inscrits             | Inscrits  | 9 598        |              | 9 565     |           |
| Votants   | Votants              | Votants   | 6 794        | 70.79        | ?         | ?         |
| Exprimés  | Exprimés             | Exprimés  | 6 784        | 99.85        | 6 355     | ?         |

*sortant

### Canton de Tinténiac
|          | Alphonse Pellé * | SFIO (ex Rad-soc) | 2 510 | 80.01 |  |  |
|          | Bernard Picouays | PCF               | 544   | 17.34 |  |  |
|          |                  |                   |       |       |  |  |
| Inscrits | Inscrits         | Inscrits          | 5 239 |       |  |  |
| Votants  | Votants          | Votants           | 3 538 | 67.53 |  |  |
| Exprimés | Exprimés         | Exprimés          | 3 317 | 88.67 |  |  |

*sortant

## Arrondissement de Fougères

### Canton de Fougères-Nord
Henri Le Bouteiller (Conservateur) élu depuis 1934 ne se représente pas.
|                | Marcel Ménager  | MRP            | 5 862  | 60,08  |  |  |  |  |
|                | Joseph Fournier | SFIO           | 3 178  | 32,57  |  |  |  |  |
|                | Roger Chauchix  | PCF            | 707    | 7,25   |  |  |  |  |
|                |                 |                |        |        |  |  |  |  |
| Inscrits       | Inscrits        | Inscrits       | 12 967 | 100,00 |  |  |  |  |
| Votants        | Votants         | Votants        | 9 977  | 76,94  |  |  |  |  |
| Blancs ou nuls | Blancs ou nuls  | Blancs ou nuls | 220    | 1,69   |  |  |  |  |
| Exprimés       | Exprimés        | Exprimés       | 9 757  | 75,24  |  |  |  |  |

### Canton de Fougères-Sud
Étienne Le Poullen (URD) élu depuis 1924 est inéligible pour avoir voté les pleins pouvoirs constituants à Philippe Pétain.
|                | Joseph Morel    | URD            | 4 245 | 61,45  |  |  |  |  |
|                | Eugène Trébourg | SFIO           | 2 208 | 31,96  |  |  |  |  |
|                | Aristide Mentec | Com.           | 424   | 6,14   |  |  |  |  |
|                |                 |                |       |        |  |  |  |  |
| Inscrits       | Inscrits        | Inscrits       | 9 032 | 100,00 |  |  |  |  |
| Votants        | Votants         | Votants        | 7 041 | 77,95  |  |  |  |  |
| Blancs ou nuls | Blancs ou nuls  | Blancs ou nuls | 133   | 1,47   |  |  |  |  |
| Exprimés       | Exprimés        | Exprimés       | 6 908 | 76,48  |  |  |  |  |

### Canton d'Antrain
Émile Ferron (Radical-Socialiste) élu depuis 1907 est mort entre 1941 et 1943.
| Candidats | Candidats          | Étiquette | Premier tour | Premier tour | Ballotage | Ballotage |
| Candidats | Candidats          | Étiquette | Voix         | %            | Voix      | %         |
| --------- | ------------------ | --------- | ------------ | ------------ | --------- | --------- |
|           | Émile Romé         | UDSR      | 2 451        | 47,06        |           |           |
|           | Jean Trocherie     | SFIO      | 2 406        | 46.20        | 2 911     | 51.67     |
|           | Maurice Hofflinger | PCF       | 306          | 5,88         |           |           |
|           | Mr Aufinel         | MRP       | -            | -            | 2 718     | 48,24     |
|           |                    |           |              |              |           |           |
| Inscrits  | Inscrits           | Inscrits  | 7 592        |              | 7 595     |           |
| Votants   | Votants            | Votants   | ?            | ?            | ?         | ?         |
| Exprimés  | Exprimés           | Exprimés  | 5 208        | ?            | 5 634     | ?         |

*sortant

### Canton de Louvigné-du-Désert
Ambroise de Montigny (URD) élu depuis 1922 ne se représente pas.
|          | Francis Briens | MRP (ex URD) | 3 317 | 68,03 |  |  |
|          | Jean Pannier   | Ind.         | 810   | 16.61 |  |  |
|          | Jean Patin     | SFIO         | 589   | 12.08 |  |  |
|          | Paul Boutray   | PCF          | 149   | 3,06  |  |  |
|          |                |              |       |       |  |  |
| Inscrits | Inscrits       | Inscrits     | 6 553 |       |  |  |
| Votants  | Votants        | Votants      | ?     | ?     |  |  |
| Exprimés | Exprimés       | Exprimés     | 4 876 | ?     |  |  |

*sortant

### Canton de Saint-Aubin-du-Cormier
|                              | Pierre Morel *                         | Radical-Socialiste (ex Rép.G) | 2 245 | 53,39 |  |  |  |  |
|                              | Marie-Eugène Hardy Pantin de Landemont | MRP                           | 1 705 | 40.55 |  |  |  |  |
|                              | Marie Stenou                           | PCF                           | 72    | 1.71  |  |  |  |  |
|                              |                                        |                               |       |       |  |  |  |  |
| Inscrits                     | Inscrits                               | Inscrits                      | 5 005 |       |  |  |  |  |
| Votants                      | Votants                                | Votants                       | ?     | ?     |  |  |  |  |
| Exprimés                     | Exprimés                               | Exprimés                      | 4 876 | ?     |  |  |  |  |
| * Conseiller général sortant |                                        |                               |       |       |  |  |  |  |

### Canton de Saint-Brice-en-Coglès
André Fèvre (Rép.G) élu depuis 1934 ne se représente pas.
|          | Joseph Tronchot | MRP (ex URD) | 4 566 | 85.38 |  |  |
|          | Édouard Rondel  | PCF          | 728   | 13.61 |  |  |
|          |                 |              |       |       |  |  |
| Inscrits | Inscrits        | Inscrits     | 7 551 |       |  |  |
| Votants  | Votants         | Votants      | ?     | ?     |  |  |
| Exprimés | Exprimés        | Exprimés     | 5 348 | ?     |  |  |

*sortant

## Arrondissement de Vitré

### Canton de Vitré-Ouest
|          | Marcel Rupied * | URD ex Conservateur | 3 866 | 85,23 |  |  |
|          | Joseph Ferron   | PCF                 | 643   | 14,15 |  |  |
|          |                 |                     |       |       |  |  |
| Inscrits | Inscrits        | Inscrits            | 6 439 |       |  |  |
| Votants  | Votants         | Votants             | 5 066 | 78,68 |  |  |
| Exprimés | Exprimés        | Exprimés            | 4 536 | 89,54 |  |  |

*sortant

### Canton de Vitré-Est
Alexis Méhaignerie (père) élu depuis 1931 ne se représente pas.
|          | Alexis Méhaignerie (fils) | URD ex Conservateur | 4 723 | 84,13 |  |  |
|          |                           |                     |       |       |  |  |
| Inscrits | Inscrits                  | Inscrits            | 7 751 |       |  |  |
| Votants  | Votants                   | Votants             | 5 614 | 72,43 |  |  |
| Exprimés | Exprimés                  | Exprimés            | 4 970 | 88,53 |  |  |

*sortant

### Canton d'Argentré-du-Plessis
|          | Paul Lemée * | URD      | 8 255  | 97,55 |  |  |
|          | André Porée  | PCF      | 175    | 2,07  |  |  |
|          |              |          |        |       |  |  |
| Inscrits | Inscrits     | Inscrits | 11 140 |       |  |  |
| Votants  | Votants      | Votants  | 8 735  | 78,34 |  |  |
| Exprimés | Exprimés     | Exprimés | 8 462  | 96,88 |  |  |

*sortant

### Canton de Chateaubourg
|          | Félix Bobille * | URD (ex Conservateur) | 2 496 | 91,90 |  |  |
|          | Louis Cardin    | PCF                   | 211   | 7,77  |  |  |
|          |                 |                       |       |       |  |  |
| Inscrits | Inscrits        | Inscrits              | 3 688 |       |  |  |
| Votants  | Votants         | Votants               | 2 911 | 78,93 |  |  |
| Exprimés | Exprimés        | Exprimés              | 2 716 | 93,30 |  |  |

*sortant

### Canton de La Guerche-de-Bretagne
|          | Émile Bodard *        | Radical-Socialiste (ex Rép.G) | 2 902 | 54,33 |  |  |
|          | Raymond Baron-Renault | Ind.                          | 2 250 | 42,13 |  |  |
|          | Mr Frémion            | PCF                           | 161   | 3,02  |  |  |
|          |                       |                               |       |       |  |  |
| Inscrits | Inscrits              | Inscrits                      | 7 168 |       |  |  |
| Votants  | Votants               | Votants                       | 5 496 | 76,67 |  |  |
| Exprimés | Exprimés              | Exprimés                      | 5 341 | 97,18 |  |  |

*sortant

### Canton de Retiers
| Candidats | Candidats          | Étiquette                     | Premier tour | Premier tour | Ballotage | Ballotage |
| Candidats | Candidats          | Étiquette                     | Voix         | %            | Voix      | %         |
| --------- | ------------------ | ----------------------------- | ------------ | ------------ | --------- | --------- |
|           | Joseph Égu         | URD                           | 2 421        | 44,73        | 3 238     | 57,77     |
|           | Pierre Bellanger * | Radical-Socialiste (ex Rép.G) | 1 439        | 26,59        | 2 354     | 42,00     |
|           | Mr Lamy            | Ind.                          | 823          | 15,21        |           |           |
|           | Mr Briand          | Rép.G                         | 326          | 6,02         |           |           |
|           | Mr Baron           | PCF                           | 219          | 4,05         |           |           |
|           | René Malassinet    | Conservateur                  | 172          | 3,18         |           |           |
|           |                    |                               |              |              |           |           |
| Inscrits  | Inscrits           | Inscrits                      | 7 894        |              | 7 892     |           |
| Votants   | Votants            | Votants                       | 5 561        | 70,45        | ?         | ?         |
| Exprimés  | Exprimés           | Exprimés                      | 5 412        | 93,32        | 5 605     | ?         |

*sortant

## Arrondissement de Redon

### Canton de Redon
François Lagrée (URD) élu en 1937 est mort en 1938.
Paul Richer (PDP-URD) est élu lors de la partielle du 11 décembre 1938.
Ce dernier est mort le 22 décembre 1944.
|          | Michel du Halgouët | Conservateur | 4 379 | 69,67 |  |  |
|          | Georges Brillant   | PCF          | 1 875 | 29,83 |  |  |
|          |                    |              |       |       |  |  |
| Inscrits | Inscrits           | Inscrits     | 9 374 |       |  |  |
| Votants  | Votants            | Votants      | ?     | ?     |  |  |
| Exprimés | Exprimés           | Exprimés     | 6 285 | ?     |  |  |

*sortant

### Canton de Bain-de-Bretagne
|          | Constant Hubert * | URD-Pro Pétain (ex Conservateur) | 3 448 | 52,79 |  |  |
|          | Robert Aubin      | Rép.G                            | 1 514 | 23,18 |  |  |
|          | René Paitel       | SFIO                             | 1 276 | 19,54 |  |  |
|          | Émile Lacroix     | PCF                              | 294   | 4,50  |  |  |
|          |                   |                                  |       |       |  |  |
| Inscrits | Inscrits          | Inscrits                         | 9 142 |       |  |  |
| Votants  | Votants           | Votants                          | ?     | ?     |  |  |
| Exprimés | Exprimés          | Exprimés                         | 6 532 | ?     |  |  |

*sortant

### Canton de Grand-Fougeray
|          | Charles Chupin * | URD (Anti-rép.) (ex Conserv.) | 2 481 | 93,13 |  |  |
|          | René Rio         | PCF                           | 172   | 6,46  |  |  |
|          |                  |                               |       |       |  |  |
| Inscrits | Inscrits         | Inscrits                      | 3 546 |       |  |  |
| Votants  | Votants          | Votants                       | ?     | ?     |  |  |
| Exprimés | Exprimés         | Exprimés                      | 2 664 | ?     |  |  |

*sortant

### Canton de Guichen
Maurice Huchet de Quénétain (Conservateur) élu depuis 1927 ne se représente pas.
|          | Georges Le Cornec  | Rad-soc          | 2 951 | 54,72 |  |  |
|          | Alphonse de Pioger | Conservateur (*) | 2 439 | 45,23 |  |  |
|          |                    |                  |       |       |  |  |
| Inscrits | Inscrits           | Inscrits         | 7 478 |       |  |  |
| Votants  | Votants            | Votants          | ?     | ?     |  |  |
| Exprimés | Exprimés           | Exprimés         | 5 393 | ?     |  |  |

*sortant

### Canton de Maure-de-Bretagne
|          | Joseph Lagrée * | URD-ex PSF | 2 910 | 86,66 |  |  |
|          | Jules Le Brun   | PCF        | 423   | 12,60 |  |  |
|          |                 |            |       |       |  |  |
| Inscrits | Inscrits        | Inscrits   | 5 034 |       |  |  |
| Votants  | Votants         | Votants    | ?     | ?     |  |  |
| Exprimés | Exprimés        | Exprimés   | 3 358 | ?     |  |  |

*sortant

### Canton de Pipriac
Arsène de Tanouarn (Conservateur) élu depuis 1919 est mort en 1939.
Henry de La Cropte de Chantérac est nommé conseiller départemental en 1943 par le Régime de Vichy.
|          | Henry de Chantérac | Conservateur | 4 878 | 91,26 |  |  |
|          | Henri Petit        | PCF          | 458   | 8,57  |  |  |
|          |                    |              |       |       |  |  |
| Inscrits | Inscrits           | Inscrits     | 8 253 |       |  |  |
| Votants  | Votants            | Votants      | 5 547 | 67,21 |  |  |
| Exprimés | Exprimés           | Exprimés     | 5 345 | 96.36 |  |  |

*sortant

### Canton du Sel-de-Bretagne
|          | Jean-Marie Douëssin * | Rad-soc (ex Rép.G) | 1 589 | 65,07 |  |  |
|          | Henri Hamon           | Conservateur       | 829   | 33,95 |  |  |
|          | Joseph Le Droumaguet  | PCF                | 24    | 0,98  |  |  |
|          |                       |                    |       |       |  |  |
| Inscrits | Inscrits              | Inscrits           | 3 069 |       |  |  |
| Votants  | Votants               | Votants            | ?     | ?     |  |  |
| Exprimés | Exprimés              | Exprimés           | 2 442 | ?     |  |  |

*sortant

## Arrondissement de Montfort

### Canton de Montfort-sur-Meu
Émile Beauchef (Rép.G) élu depuis 1907 ne se représente pas.
|          | Émile Tardif | Rép.G→MRP | 3 159 | 67,23 |  |  |
|          | Mr Robert    | SFIO      | 1 098 | 23,37 |  |  |
|          | Mr Faucheux  | PCF       | 378   | 8,04  |  |  |
|          |              |           |       |       |  |  |
| Inscrits | Inscrits     | Inscrits  | 7 758 |       |  |  |
| Votants  | Votants      | Votants   | 4 979 | 64,18 |  |  |
| Exprimés | Exprimés     | Exprimés  | 4 699 | 94,38 |  |  |

*sortant

### Canton de Bécherel
Constant Gendrot (Rép.G) élu depuis 1919 est mort.
|          | Pierre Busnel   | Rép.G→MRP | 2 296 | 55,53 |  |  |
|          | Émile Haouissée | Rad-soc   | 1 599 | 38,67 |  |  |
|          | Sottinel        | PCF       | 240   | 5,80  |  |  |
|          |                 |           |       |       |  |  |
| Inscrits | Inscrits        | Inscrits  | 5 166 |       |  |  |
| Votants  | Votants         | Votants   | 4 202 | 81,34 |  |  |
| Exprimés | Exprimés        | Exprimés  | 4 135 | 98,41 |  |  |

*sortant

### Canton de Montauban-de-Bretagne
Eugène Griel (URD) élu depuis 1937 ne se représente pas.
|          | Pierre Legault  | Rad.ind-Rép.G | 2 203 | 65,04 |  |  |
|          | Mathurin Glotin | Rép.G-Ind.    | 1 183 | 34,93 |  |  |
|          |                 |               |       |       |  |  |
| Inscrits | Inscrits        | Inscrits      | 4 496 |       |  |  |
| Votants  | Votants         | Votants       | 3 517 | 78,23 |  |  |
| Exprimés | Exprimés        | Exprimés      | 3 387 | 96,30 |  |  |

*sortant

### Canton de Plélan-le-Grand
| Candidats | Candidats       | Étiquette   | Premier tour | Premier tour | Ballotage | Ballotage |
| Candidats | Candidats       | Étiquette   | Voix         | %            | Voix      | %         |
| --------- | --------------- | ----------- | ------------ | ------------ | --------- | --------- |
|           | Yves Kerhervé   | Rad-soc→MRP | 2 267        | 44,83        | 2 185     | 42,08     |
|           | Félix Ferron    | Rad.ind-MRP | 1 702        | 33,66        | 1 704     | 32,81     |
|           | Gustave Aubert  | URD         | 852          | 16,85        |           |           |
|           | Georges Baratte | PCF         | 173          | 3,42         |           |           |
|           | Olivier Pinson  | URD         | -            | -            | 1 296     | 24,96     |
|           |                 |             |              |              |           |           |
| Inscrits  | Inscrits        | Inscrits    | 7 071        |              | 7 082     |           |
| Votants   | Votants         | Votants     | ?            | ?            | 5 243     | 74,03     |
| Exprimés  | Exprimés        | Exprimés    | 5 057        | ?            | 5 193     | 99,05     |

*sortant

### Canton de Saint-Méen-le-Grand
Henri Letort (URD) élu depuis 1931 ne se représente pas.
|          | Louis Carré  | URD-Conservateur | 5 544  | 69,21 |  |  |
|          | Mr Guillotin | SFIO             | 2 293  | 28,62 |  |  |
|          | Mr Rousseau  | PCF              | 148    | 1,85  |  |  |
|          |              |                  |        |       |  |  |
| Inscrits | Inscrits     | Inscrits         | 11 305 |       |  |  |
| Votants  | Votants      | Votants          | 8 379  | 74,12 |  |  |
| Exprimés | Exprimés     | Exprimés         | 8 011  | 95,61 |  |  |

*sortant